# Rue du Liban
La rue du Liban est une rue située dans le 20e arrondissement de Paris, en France.

## Origine du nom
Elle porte le nom de la chaîne de montagnes de la République du Liban.

## Historique
Cette voie, classée dans la voirie parisienne en vertu du décret du 23 mai 1863 sous le nom de « rue des Arts », prend sa dénomination actuelle par un arrêté du 26 février 1867.